# Le Train Bleu
Le Train Bleu (z fr. niebieski pociąg) – zabytkowa restauracja znajdująca się w budynku dworca kolejowego Gare de Lyon w Paryżu. Otwarta po przebudowie Dworca Lyońskiego z okazji Wystawy Światowej w 1900 roku.
Dworzec i zbudowana na poprzednią wystawę (1889) Wieża Eiffla były symbolami nowoczesności i luksusu przełomu XIX i XX wieku. Restauracja początkowo była eleganckim barem dla podróżnych – Buffet de la Gare de Lyon. Obecną nazwę restauracja otrzymała w 1963 roku na cześć Niebieskiego Pociągu kursującego z Paryża do Lyonu i dalej wzdłuż Lazurowego Wybrzeża przez Niceę do Monte Carlo.
Wystrój wnętrza jest stylizowany na wnętrza pałacowe, ornamenty są pokryte złoceniami, a na ścianach są namalowane freski przedstawiające miasta i krajobrazy znajdujące się wzdłuż trasy Niebieskiego Pociągu.

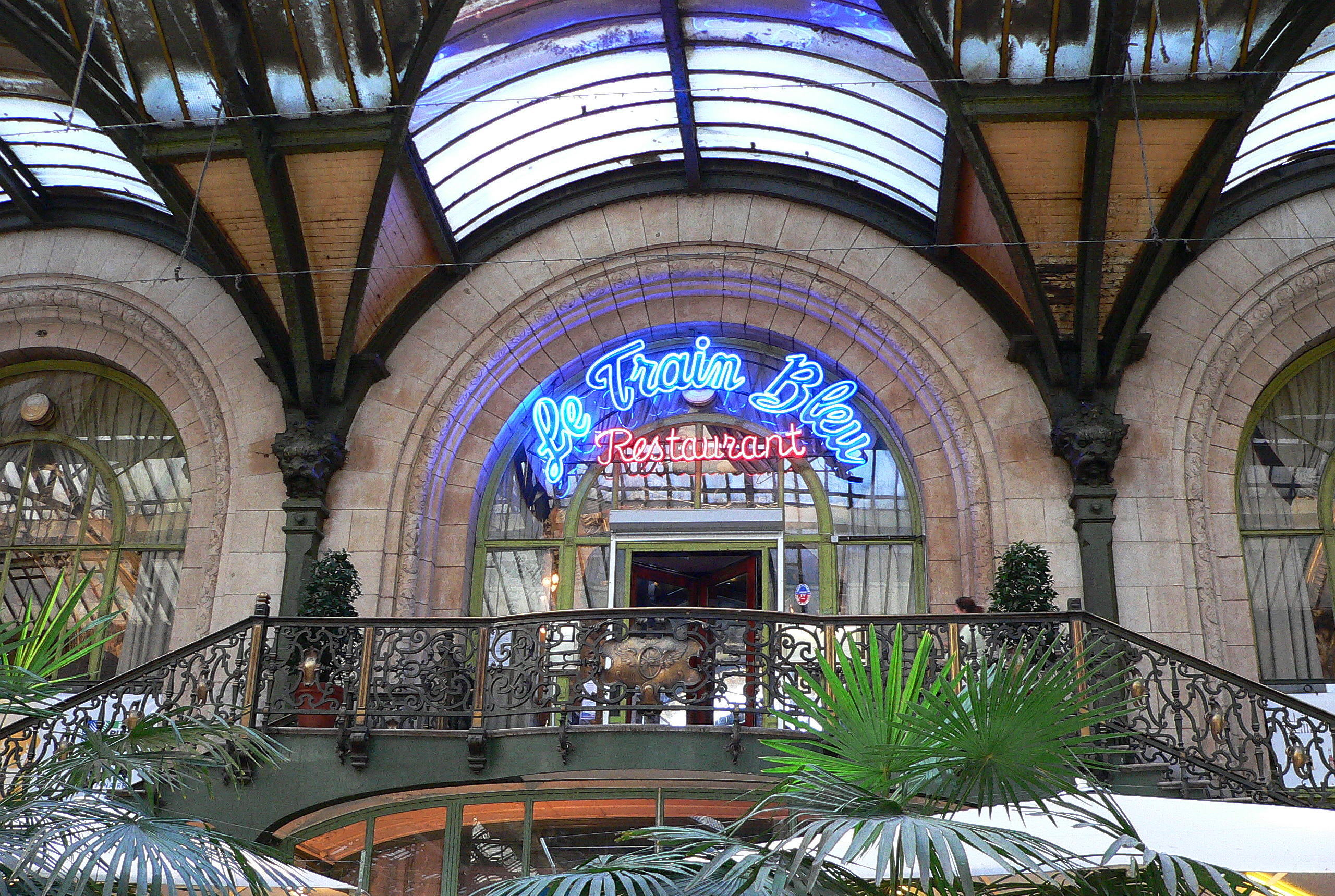
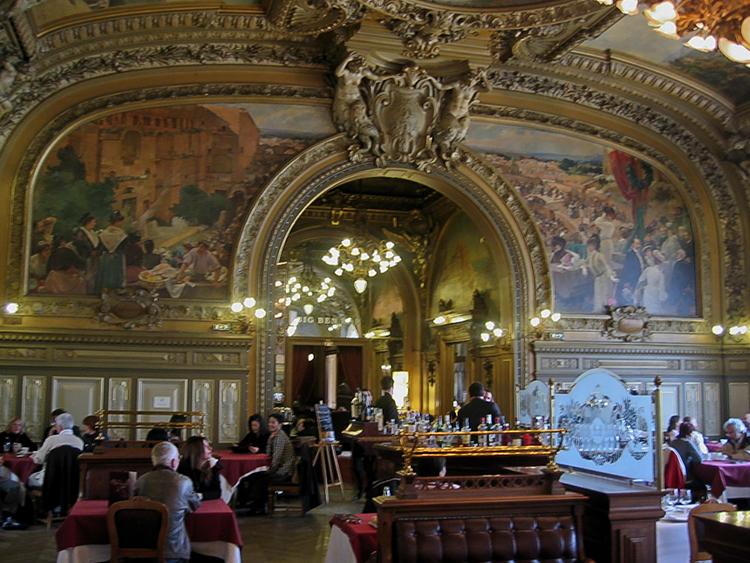
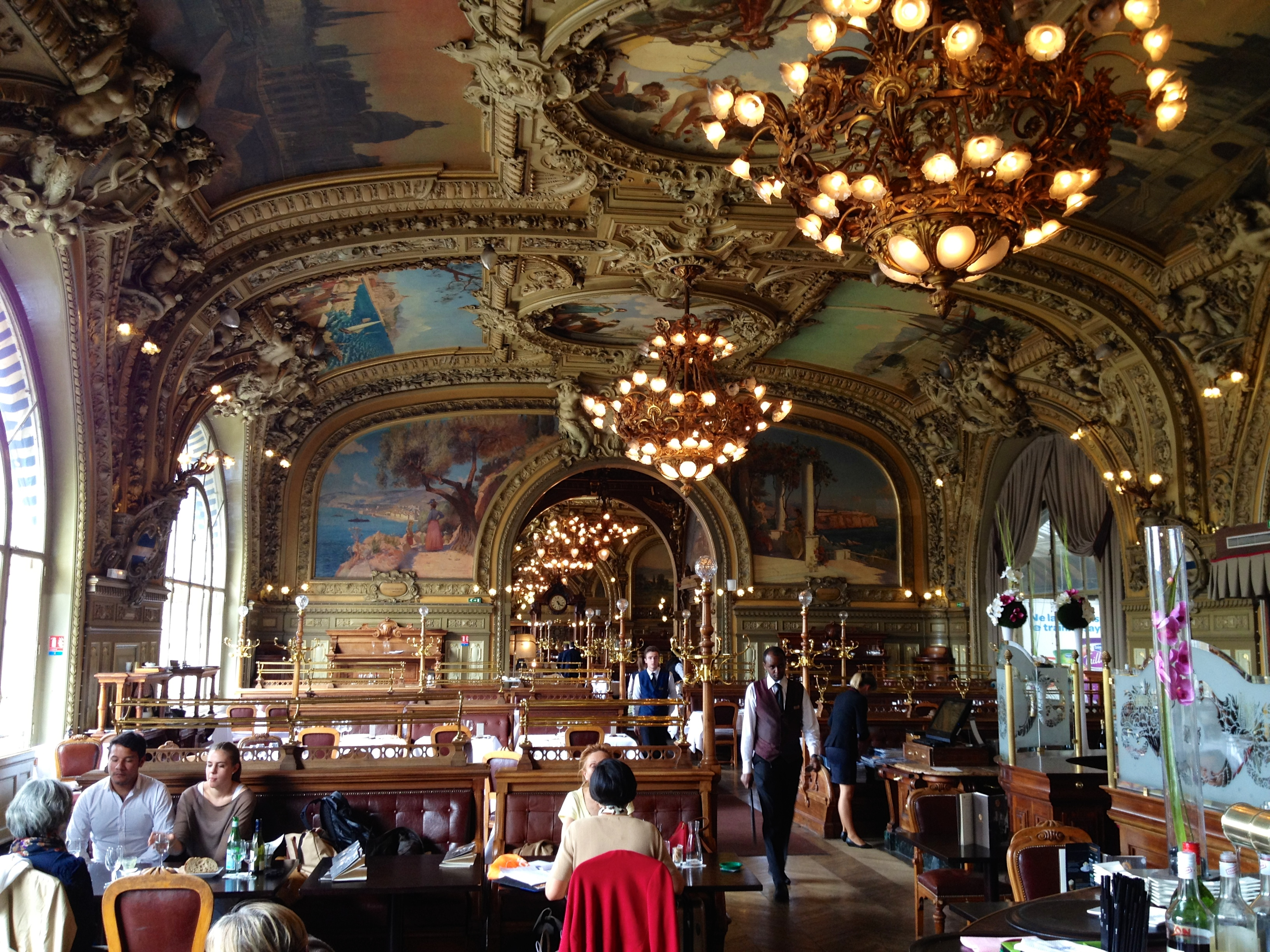
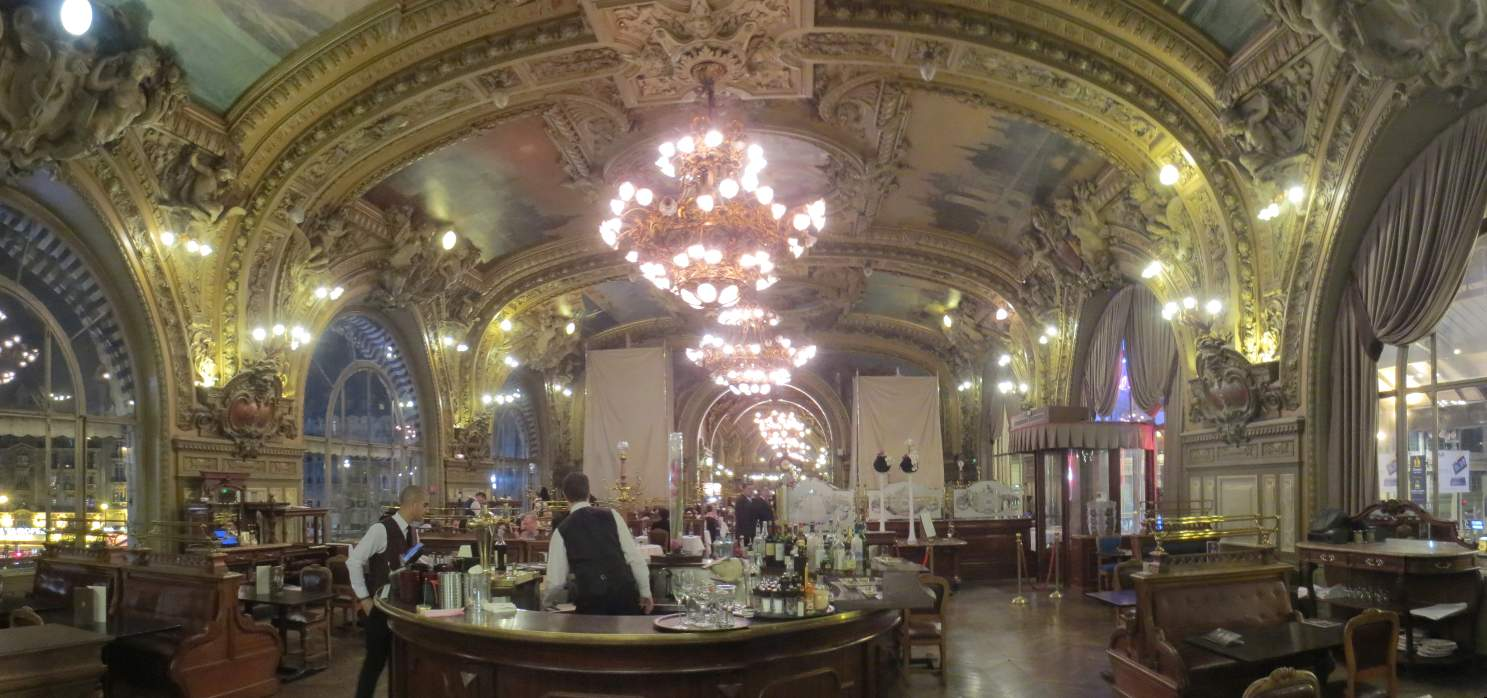
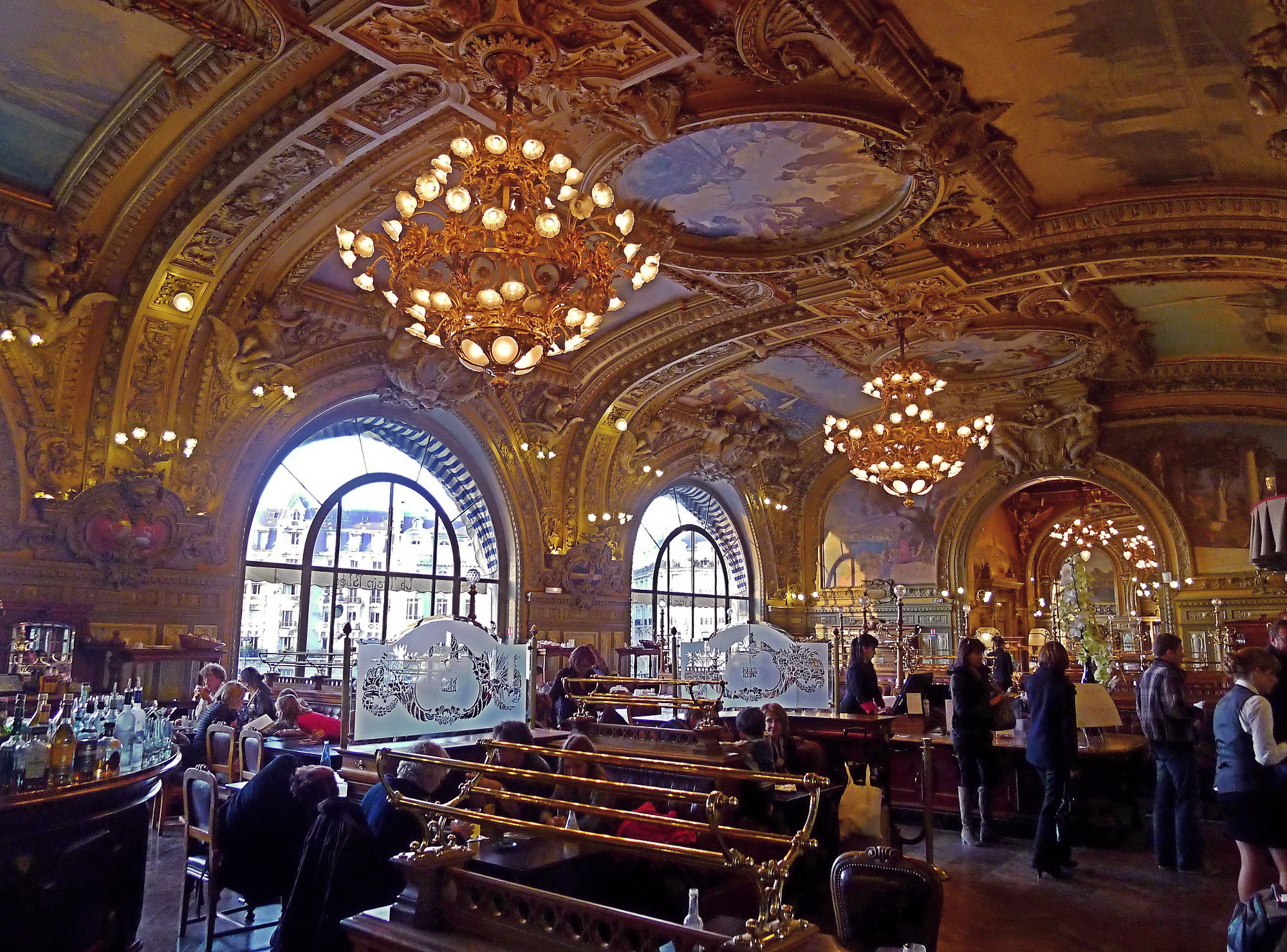
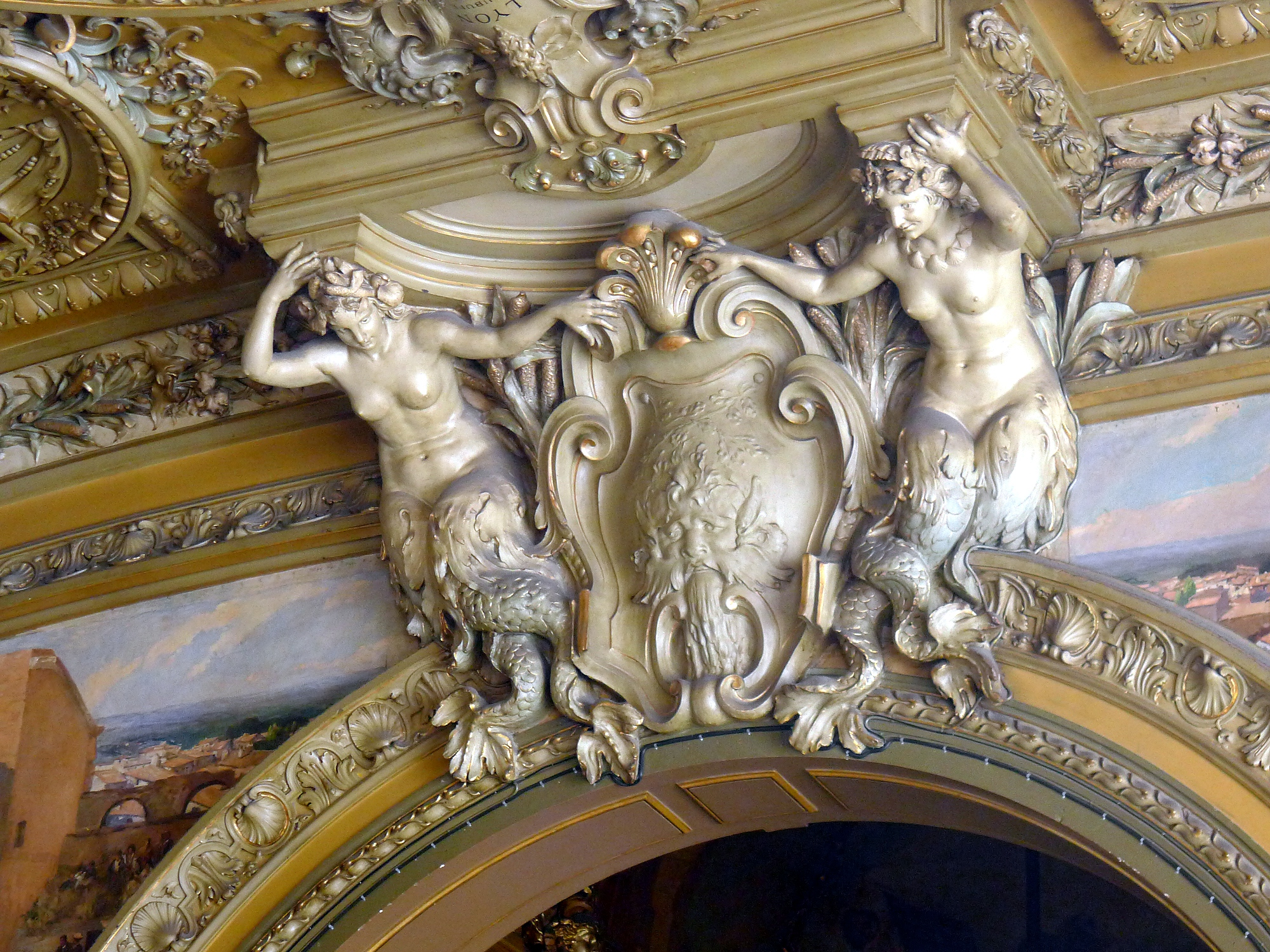
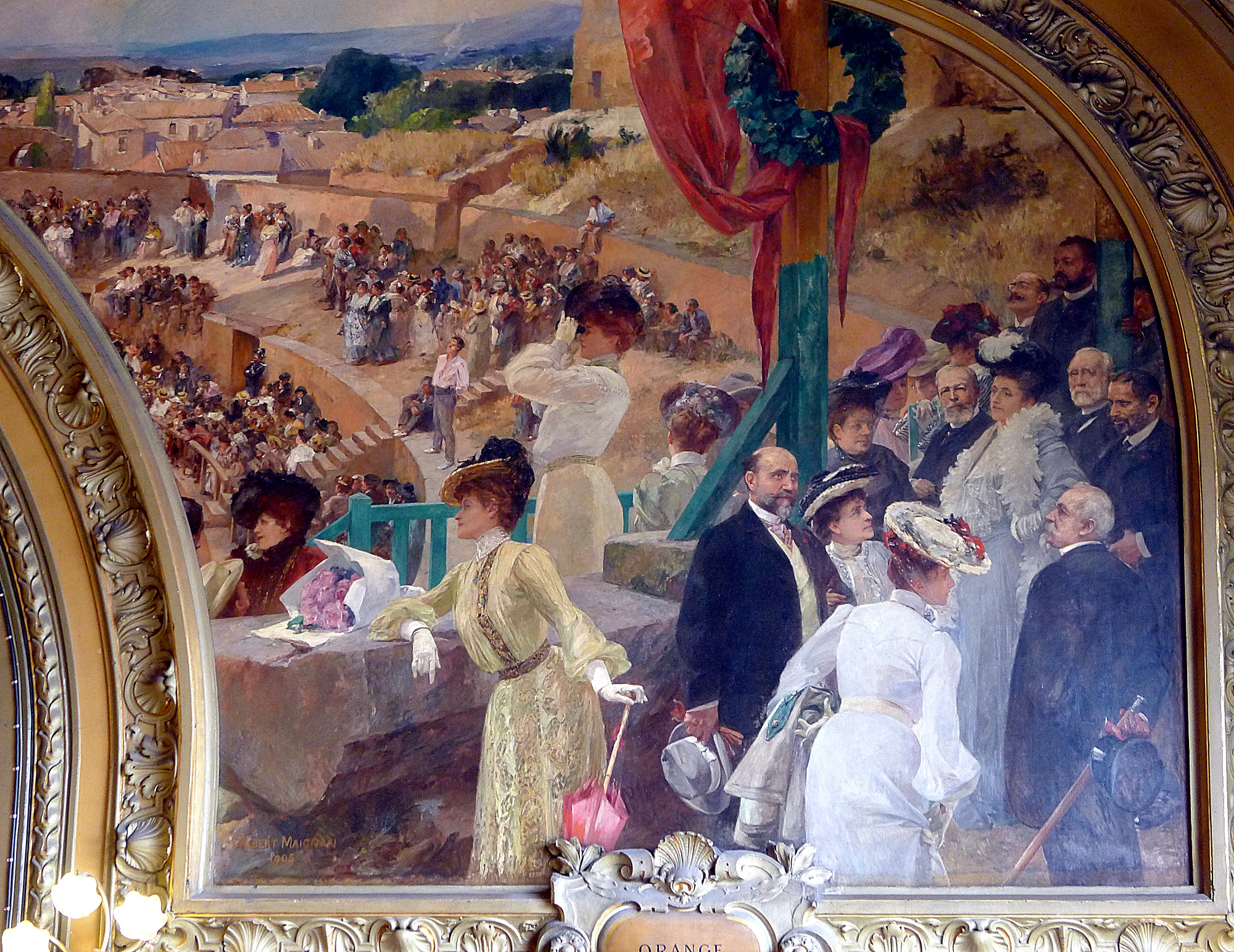
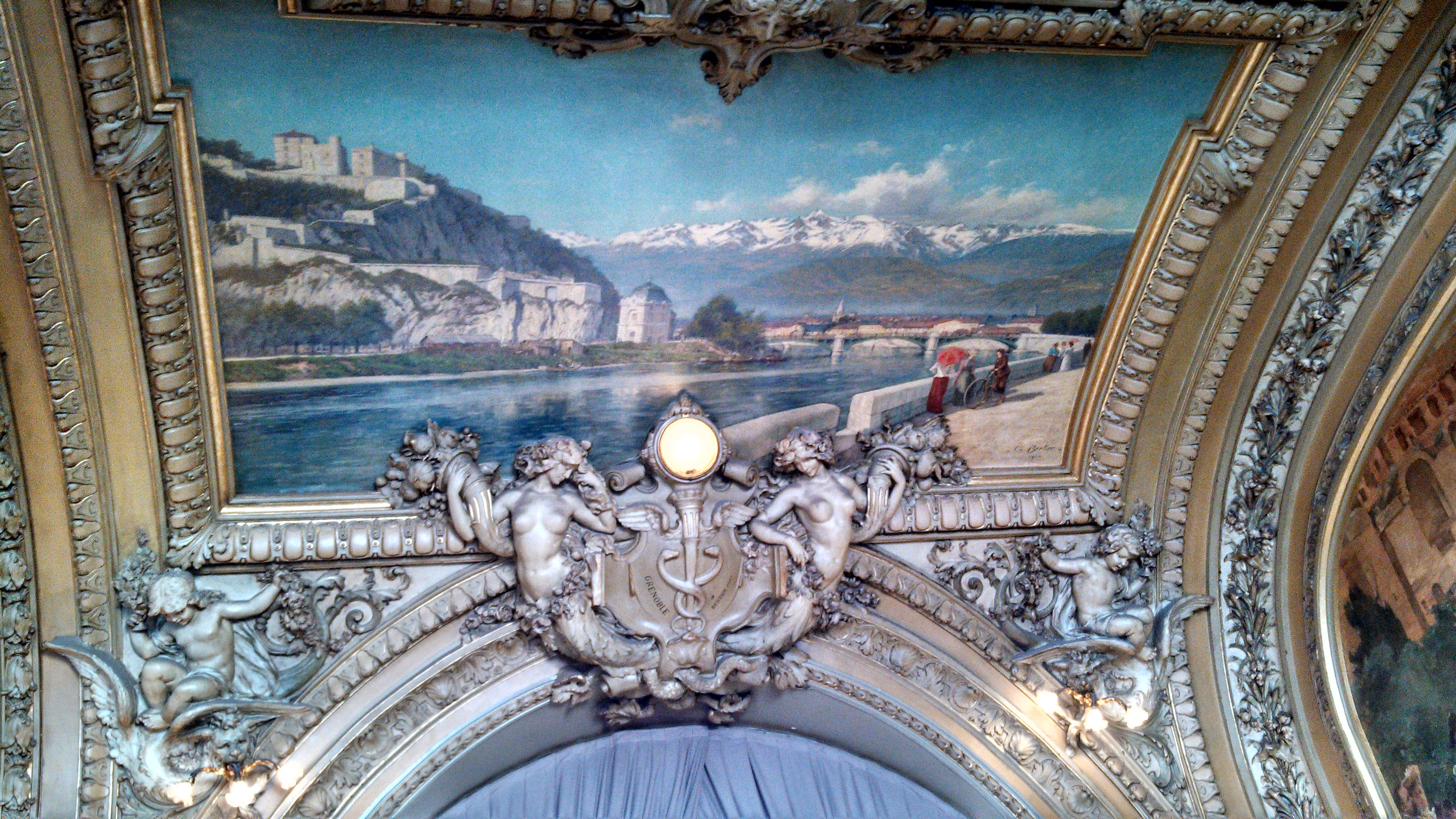

## Artyści, którzy malowali freski na ścianach restauracji
- Charles Bertier
- Henri Gervex
- Edmond Marie Petitjean
- René Billotte
- Gaston La Touche
- Albert Rigolot
- Eugène Burnand
- Max Leenhardt
- Édouard Rosset-Granger
- Eugène Dauphin
- Albert Maignan
- Paul Saïn
- Guillaume Dubufe
- Frédéric Montenard
- Gaston Casimir Saint-Pierre
- François Flameng
- Baptiste Olive

## Filmy nakręcone w restauracji
- 1972: Podróże z moją ciotką (Travels with My Aunt), reż. George Cukor
- 1973: Mama i dziwka (La maman et la putain), reż. Jean Eustache
- 1990: Nikita, reż. Luc Besson
- 1998: Plac Vendôme (Place Vendôme), reż. Nicole Garcia
- 2003: Jedynaczki (Filles uniques), reż. Pierre Jolivet
- 2007: Wakacje Jasia Fasoli (Mr. Bean’s Holiday), reż. Steve Bendelack
- 2009: Bazyl. Człowiek z kulą w głowie (Micmacs), reż. Jean-Pierre Jeunet